# Коптос
Коптос (араб. قفط; дав.-гр. Κοπτός; рим. Юстиніанополь) — невелике місто у Кені, розташоване за 43 км на північ від Луксора, на східному березі Нілу.

## Історія

### Стародавній Єгипет

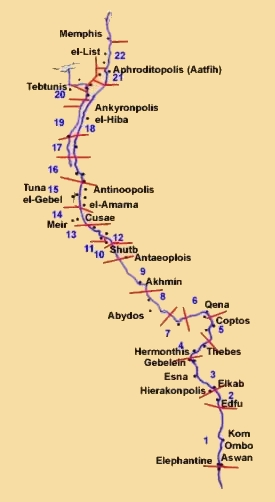
Номи Верхнього Єгипту

У Стародавньому Єгипті Коптос, відомий тоді як Гебту, був важливим урядовим, релігійним і торговельним центром. З Гебту й Куса були прокладені торговельні шляхи до Червоного моря. Гебту був відправним пунктом для двох значних караванів, що прямували до узбережжя Червоного моря, один у напрямку порту Міос Хормос, а інший південніше, до порту Береніка. За місцевих фараонів уся торгівля південного Єгипту з Червоним морем проходила тими двома шляхами.
Гебту був важливим релігійним центром в області. Його головним богом був Мін, небесний бог, чиїм символом був удар блискавки. Його культ сильно виріс за часів Середнього царства. У той час місто почало ототожнюватись із Гором, як бог, Мін-Хор.
Ісіда та її немовля, Хор, були богами, пов'язаними з Гебту, який перейменували на Коптос за часів греко-римського періоду.
Місто було столицею V верхньоєгипетського ному Нечеруї. Храми Коптоса отримували пільгові грамоти від царів Єгипту. Так, за Піопі I та Піопі II, а також за їх наступників храми Коптоса були звільнені від зобов'язань державних поставок і суспільних робіт.

### Елліністичний період
За Птолемеїв (IV—I століття до н. е.), також як і за римських та візантійських часів, купці прямували тими ж шляхами, щоб здійснювати товарообмін на узбережжях Занзібару й у Південній Аравії, Індії та Далекому Сході. Тут стояв Legio I Valentiniana.
У VI столітті Коптос отримав римське ім'я — Юстиніанополь. Те століття вважається кінцем Античності в Європі, після чого почались Темні століття.
У X столітті арабський історик і географ Аль-Масуді в трактаті «Промивальні золота й розсипи коштовного каміння» змалював розсипи золота і смарагдів, розташовані між Червоним морем і Нілом.
У XVI столітті Коптос був зруйнований османами.

## Народжені
- Христодор. візантійський поет кінця V — початку VI ст.